# تدفق نقدي
التدفق النقدي (بالإنجليزية: Cash flow)‏، يشير إلى حركة النقود داخل أو خارج النشاط التجاري، المشاريع أو المنتجات المالية. وعادة ما يقاس من خلال فترة معينة محدودة من الزمن.
إن «التدفق النقدي» هو مصطلح عام يستخدم بشكل مختلف تبعا للسياق. فيمكن تعريفها من قبل المستخدمين وفقا لأغراضهم الخاصة. ويمكن أن تشير إلى التدفقات الفعلية السابقة، أو إلى التدفقات المتوقعة في المستقبل. ويمكن أن تشير إلى إجمالي التدفقات لجميع المعنيين أو لمجموعة فرعية فقط من تلك التدفقات. ومن المصطلحات الأخرى الثانوية «صافى التدفق النقدى»، «التدفق النقدى التشغيلى»، «التدفق النقدى الحر».. ويستخدم قياس «التدفق النقدى» لما يلي:
- لتحديد قيمة أو معدل العائد المادى للمشروع. ويستفاد من الوقت المستخدم في التدفقات النقدية (الداخلة، والخارجة) من المشاريع كمدخلات في النماذج المالية مثل معدل العائد الداخلي، وصافي القيمة الحالية.
- لتحديد مشاكل السيولة في الأعمال التجارية. فالأرباح لا تكون بالضرورة سيولة مادية. ويمكن لشركة ان تفشل بسبب النقص في الأموال النقدية، حتى وان كانت لديها أرباح.
- كمقياس بديل للأرباح في الأعمال التجارية عندما يعتقد أن مفاهيم المحاسبة على أساس الاستحقاق لا تمثل الواقع الاقتصادي. فعلى سبيل المثال، قد تكون الشركة مربحة نظريا ولكن قليلة توليد العمليات النقدية (كما قد يكون الحال بالنسبة للشركة التي تقايض على منتجاتها بدلا من بيعها نقدا). في مثل هذه الحالة، يمكن أن تستمد الشركة النقدية من خلال إصدار أسهم إضافية، أو رفع مستوى تمويل الديون الإضافية.
- لتقييم 'جودة' الدخل المتولد من المحاسبة على أساس الاستحقاق، فعندما يتكون صافي الدخل من بنود كثيرة غير نقدية يعتبر منخفض الجودة.
- لتقييم مخاطر المنتجات المالية. على سبيل المثال مطابقة المتطلبات النقدية، وتقييم مخاطر التخلف عن السداد، ومتطلبات إعادة الاستثمار.

## التدفق النقدي في الأعمال التجارية والمالية
التدفقات النقدية، وبإجمالها مجتمعة تسمى (صافي التدفقات النقدية) وهي ضرورية للتوفيق بين الرصيد النقدي الأولى، والرصيد النقدي النهائى.. وتصنف إلى:
1. التدفقات النقدية للعائد على التشغيل: النقود المنفقة أو المكتسبة نتيجة الأنشطة، والأعمال التجارية الداخلية. وتشمل الأرباح النقدية، بالإضافة إلى التغيرات في رأس المال العامل. وعلى المدى المتوسط يجب أن يبقى الصافى الإجمالي موجب القيمة، لتظل الشركة قادرة على الوفاء بمتطلباتها.
2. التدفقات النقدية للعائد على الاستثمار: وهي النقود المكتسبة من بيع الأصول طويلة المدى، أو التي يتم إنفاقها على الإنفاق الرأسمالي (الاستثمار، والمقتنيات، والأصول) طويلة المدى.
3. التدفقات النقدية التمويلية: وهي النقود التي وردت من الديون، والأسهم، أو المدفوعة كأرباح للأسهم، إعادة شراء الاسهم، أو تسديدات الديون.

## سبل زيادة التدفق النقدي
والطرق الشائعة هي:
- البيع—البيع إلى العميل للحصول على النقدية الفورية.
- الجرد—لا تدفع إلى الموردين لبضعة أسابيع إضافية في نهاية الفترة.
- لجنة المبيعات—يمكن تشكيل إدارة منفصلة لا علاقة لها بالشركة وتعمل كوكيل. وعندئذ يمكن تسجيل الأعمال التجارية اربع مرات في السنة كاستثمار.
- الأجور.
- الصيانة—التعاقد مع الشركة التي تدفع لها خمس سنوات مقدما لمواصلة القيام بالعمل.
- عقود الإيجار والمعدات—شراء
- إيجار—شراء الممتلكات (إعادة التأجير والبيع، على سبيل المثال).
- تكاليف التنقيب عن النفط—يستعاض عنها عن طريق شراء شركة أخرى.
- البحث والتطوير—الانتظار حتى المنتج أن يتم التأكد منه عن طريق المعامل الأولية، ثم شراء المعمل.
- رسوم الاستشارات—تدفع من أسهم الخزينة إلى الأطراف ذات العلاقة.
- الفائدة—الديون القابلة للتحويل حيث التحويل مع تغيرات سعر الفائدة غير المسددة.
- الضرائب --

## مثال على تدفق نقدي ايجابى «40 دولار»
| التعامل التجاري              | الداخل (مدين) | الخارج (دائن) |
| ---------------------------- | ------------- | ------------- |
| القروض الواردة               | + 50 دولار    |               |
| المبيعات (المدفوع ثمنه نقدا) | + 30 دولار    |               |
| المواد                       |               | -- 10 دولار   |
| العمالة                      |               | -- 10 دولار   |
| رأس المال المشترى            |               | -- 10 دولار   |
| سداد القروض                  |               | -- 5 دولار    |
| الضرائب                      |               | -- 5 دولار    |

| .......................................... المجموع | .......+ 40 دولار....... |
| -------------------------------------------------- | ------------------------ |

ويتضمن هذا المثال الأنواع الآتية من التدفقات:
- القروض الواردة: التدفق المالي
- المبيعات: التدفق التشغيلى
- المواد: التدفق التشغيلى
- العمل: التدفق التشغيلى
- رأس المال المشترى: التدفق الاستثمارى
- سداد القروض: التدفق المالي
- الضرائب: التدفق المالي

ولنقارن، على سبيل المثال، بين شركتين باستخدام التدفق النقدي الكلي فقط ومن ثم نفصل تيارات التدفق النقدى. فتظهر خلال السنوات الثلاث الماضية التدفقات النقدية الإجمالية التالية:
شركة أ: 

سنة 1 : التدفق النقدي +10 م 

السنة 2 : التدفق النقدي +11 م 

السنة 3 : التدفق النقدي +12 م
شركة (ب): 

سنة 1 : التدفق النقدي +15 م 

السنة 2 : التدفق النقدي +16 م 

السنة 3 : التدفق النقدي +17 م
فالشركة (ب) لها تدفق نقدى سنوى مرتفع وتبدو الخيار الأفضل للاستثمار.
و لنرى كيف تقوم التدفقات النقدية للشركتين:
شركة (أ):
السنة الأولى: OC: +20M FC: +5M IC: -15M, total = +10M

السنة الثانية: OC: +21M FC: +5M IC: -15M, total = +11M

السنة الثالثة: OC: +22M FC: +5M IC: -15M, total = +12M
شركة (ب):
السنة الأولى: OC: +10M FC: +5M IC: 0, total = +15M 

السنة الثانية: OC: +11M FC: +5M IC: 0, total = +16M 

السنة الثاثة: OC: +12M FC: +5M IC: 0, total = +17M
- OC == Operational Cash, FC = Financial Cash, IC == Investment Cash OC=النقدية التشغيلية FC=النقدية المالية IC=النقدية الاستثمارية

الآن يظهر أن الشركة (أ) هي التي تكسب المزيد من الاموال من أنشطتها الأساسية، وأنفقت بالفعل 45M في استثمارات طويلة الأجل، والتي لن تظهر إلا بعد مرور ثلاث سنوات. فعند مقارنة الاستثمارات باستخدام التدفقات النقدية يجب دائما التأكد من استخدام نفس تخطيط التدفق النقدي.

## وصلات خارجية
- الاتحاد الدولي للمحاسبين الدولي إرشادات الممارسة الجيدة على تقييم المشاريع باستخدام التدفقات النقدية المخصومة[وصلة مكسورة]
- نماذج متعلقة بالتدفق النقدي
- مثال لحاسب التدفق النقدي مبسط